# Schafwedel
Schafwedel ist ein Ortsteil des Fleckens Bad Bodenteich in der Samtgemeinde Aue im niedersächsischen Landkreis Uelzen.

## Geografie und Verkehrsanbindung
Der Ort liegt östlich des Kernortes Bad Bodenteich.
Das 2,7 ha große Naturschutzgebiet Zwergbirkenmoor bei Schafwedel liegt westlich vom Ort.
Nördlich verläuft die B 71 und westlich der Elbe-Seitenkanal. Durch den Ort führt die Landesstraße L 266.
Die Grenze zu Sachsen-Anhalt verläuft östlich 1 km entfernt. Nachbarort in Sachsen-Anhalt ist Schmölau, ein Ortsteil der Gemeinde Dähre im Altmarkkreis Salzwedel.